# 韓農反世貿騷亂
韓農反世貿騷亂，源於2005年12月11-18日香港主辦世界貿易組織第六次部長級會議，引來反全球化運動者於12月17日在灣仔會場外騷亂。
12月11日起，示威者以大韓民國的農民（「韓農」）為主，他們組成了韓國民眾鬥爭團，有完善的動員，極具紀律地衝擊警察防線，同時又善於心理戰，以苦行僧「三步一叩」的磕长头遊行、跳海、高歌韓劇《大長今》主題曲；以至於香港警務處内部刊物評價「（韓農）是我们可敬的对手」。此場2005年騷亂是自從1967年香港左派組織六七暴動以來，香港人首次目睹有組織、有國際水平的示威動員，震憾香港社會。韓農被譽為給香港上了公民教育課和政治啟蒙課，尤其是關於世界貿易組織不公、民主運動的形式兩個議題方面。
至17日騷亂，香港警察入夜投射34枚催淚彈和6顆布袋彈驅散，香港政府新聞處公布受傷人數為137人，包括67名警員，70名其他（應為示威者）。當夜1,146人被捕，兩天後釋放了1132人，當中989人是韓農，而被起訴的14人最終13人獲撤銷起訴，另外1人最終無罪。

## 事前警察保安安排

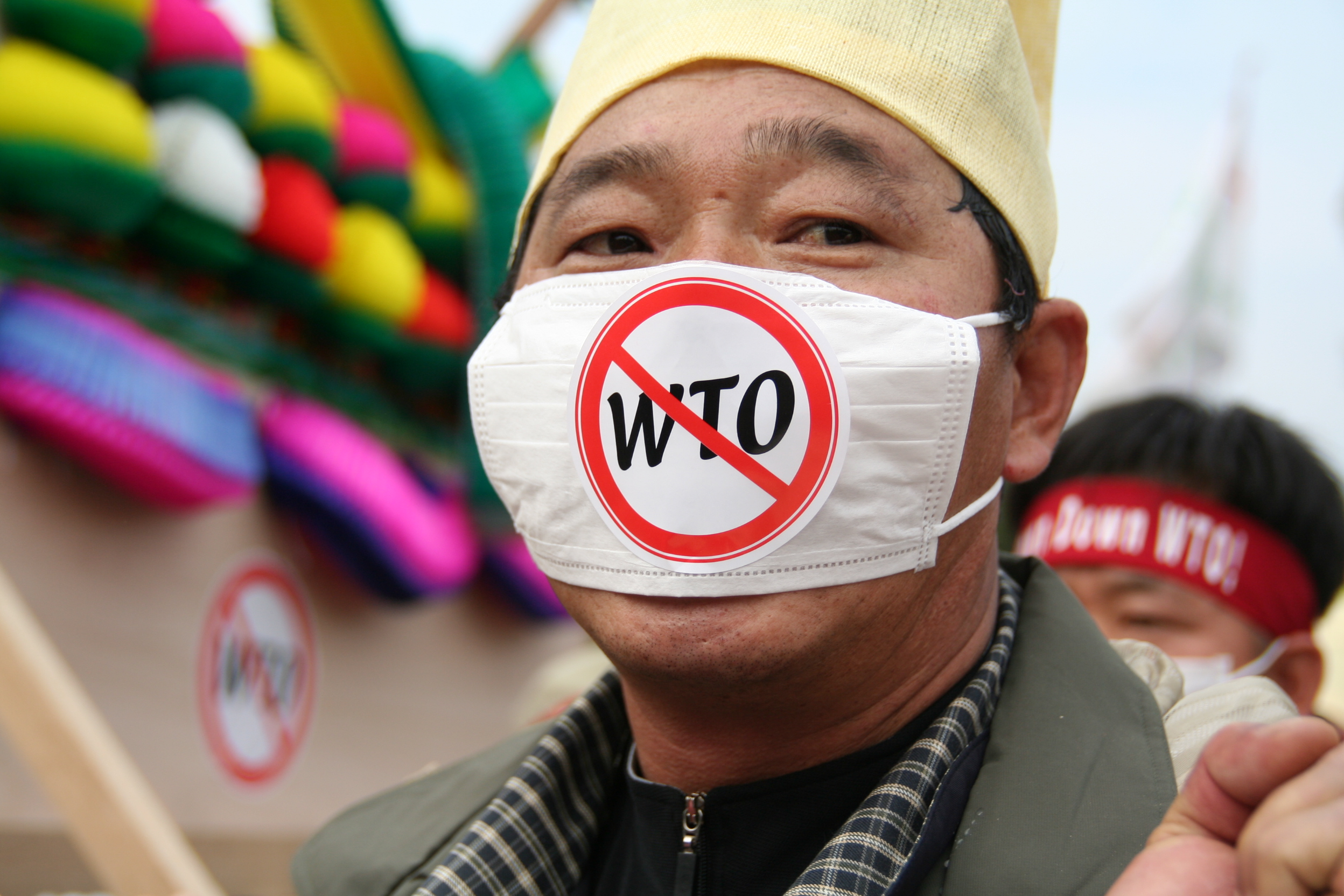
2005年12月香港抗議世貿組織

世界貿易組織第六次部長級會議前夕，警察機動部隊總部制定了一套為期20週的體能訓練計劃予人員進行，並且特別研究發展出「新三排陣式」，最前排是「拘捕排」、第2及第3排分別是「催淚排」及「射擊排」，人員的裝備由實彈改為橡膠子彈及布袋彈，以有效地控制作風強悍、又曾經接受軍事訓練的韓國農民，且可以不傷害他們。

### 演習
有於可見反全球化的示威者將會齊集香港反對世界貿易組織第六次部長級會議舉行，香港警務處和民眾安全服務隊逾200名人員於同年11月30日晚上在香港國際機場進行過一次大型演習，模擬逾百名以韓國和菲律賓農民為主的激進示威人群抵達香港國際機場後企圖強行入境，意圖參與反對世貿遊行，他們佔領入境大堂，又拒絕乘搭原機折返原居地，期間與阻止他們闖關的機場警區人員對峙。該批示威者不理會警察勸喻，組成人鏈多番企圖衝破警察防線，並且不斷叫囂及向警務人員投擲硬物，以圖突圍而出，期間與在現場維持秩序的軍裝巡邏小隊及機場特警組人員發生衝突，雙方都有人在混亂中受傷。新界南總區於是調派警察機動部隊趕抵罪案現場，另外有有組織罪案及三合會調查科人員增援，不過在閘口外被逾百名聲援海外農民的香港示威者和預先抵達香港的韓國農民阻撓，雙方又再爆發衝突。新界南總區遂再調派警察機動部隊增援。期間，有暴徒挾持4名人質，將人質捆綁在香港國際機場外圍的樽下，警務人員最終成功拯救人質，同時成功平息人群混亂事件。另外，特別任務連人員亦在富豪機場酒店對開海域上穿梭戒備，以防範有恐怖份子趁著人多混亂發動恐怖襲擊。

## 事件經過

### 12月11日：抗議世貿官商勾結大遊行
2005年12月11日，民間監察世貿聯盟發起抗議世貿官商勾結大遊行，約4,000名香港和海外示威者參加，穿著民族服裝的海外示威者於下午2時在維多利亞公園集合，於3時半出發，最後抵達位於中環的香港政府總部，至晚上8時在維多利亞公園足球場舉行文化大笪地。

### 12月13日：示威者跳海及開始衝擊警察防線
12月13日，約4,000名示威者在維多利亞公園舉行誓師大會，當中近百名韓國先進農民聯盟及全國民主勞動組合總聯盟代表在大會上穿上鮮橙色的救生衣，計劃在跳進維多利亞港，經由水路前往香港會議展覽中心。當示威人群遊行至灣仔碼頭貨物起卸區近百名韓國農民陸續地躍到海中，亦有市民相繼加入。他們在海上揮動拳頭大叫口號，而站在岸邊的示威者則高叫口號，為他們打氣。而事前就部署在維多利亞港的小艇分區人員則靜觀奇變，將救生圈拋予未有穿著救生衣的示威者。部分韓國農民開始游往香港島方向後，被小艇分區人員阻止，岸上同伴隨後以尼龍繩、竹棍，甚至徒手將他們拉返岸上。上岸後，兩名韓國農民分別因為心臟病及遇溺而需要接受急救及送往醫院治理，而警察拘捕另外5人。此外，同日早上約200名來自東南亞的漁民分別乘坐兩艘船往維多利亞港後，跳海示威，在海上拉開橫額抗議，其後自行返回船上及離去。
其後遊行繼續，過程在和平及近乎嘉年華的方式進行。惟至遊行結束後，數十名韓國農民為紀念於世界貿易組織第五次部長級會議中自刺心臟致死的領袖李京海，將一個寫上「世貿安息吧」的韓式祭壇棺木抬出示威區，沿著鴻興道抬往香港會議展覽中心，警察機動部隊隨即制止，雙方其後爆發發生衝突。示威者其後燃燒祭壇，不過被警察以滅火筒將火撲滅。此舉被認為是導火線，韓國農民隨即情緒激動，繼續將祭壇高舉及衝向警察防線，亦有更多韓國農民不斷從後而上，而位於後排的示威者則向前方的警務人員投擲膠水樽及竹枝，又與夾在中間的記者混戰。
此時，一排新界南總區衝鋒隊由杜老誌道趕抵，組成防線阻截韓國農民，另外約300名防暴警察在香港島總區副指揮官畢禮廉指揮下，組成3道防線，緊守會議道及鴻興道交界。面對大批防暴警察隨即增援，示威者亦不以為然，繼續高叫口號及唱歌，及繼續衝擊警察防線。而臺灣工會組織、世界農民組織及個別香港和海外示威者（包括香港立法會議員梁國雄和四五行動古思堯等等）亦紛紛加入示威人群，部份示威者向防暴警察投擲水樽，亦有示威者以旗桿襲擊防暴警察，搶走警察盾牌（每當示威終結，示威者均將盾牌交還警察）。警察故意引誘示威者進入為是次事件特別設計的「布袋陣」（是故示威者遊行至灣仔北才發生衝突），及後警察改用長盾，減低和示威者之間的距離，將長盾連成一線向示威者方向步步進逼，又將示威者推過來的棺木及旗幟一一收繳並使用胡椒噴劑以逼退示威者。
衝突近兩小時後，在來自首爾的工會成員協助調停下，衝突得以平息，大部份示威者自行返回示威區，當中約百名韓國農民則移師位於銅鑼灣的崇光百貨門外舉行燭光晚會，另外約40名韓國農民在鴻興道靜坐，要求警察釋放5名早被因為非法跳進維多利亞港示威而被拘捕的示威者，警察最後釋放5人，眾人散去。 
同日，還有一場由民間監察世貿聯盟發起的人民力量捍衛尊嚴生活集會及反世貿遊行。他們向在世界貿易組織第六次部長級會議中的高級官員及跨國財團提出嚴正要求：立即結束世貿十年來所帶來的不公義。當世界貿易組織總幹事拉米在世界貿易組織第六次部長級會議開幕典禮上致辭期間，部分非政府組織代表在會場內舉起紙牌及高叫口號示威，擾攘數分鐘後被保安人員勸喻離開。

### 12月14日：示威升級
12月14日中午，示威者把行動升級及加強裝備，以保鮮紙蒙眼及布帶蒙著口鼻的方式，以抵擋警察的胡椒噴劑，同時衝擊警察防線，又對警務人員拳打腳踢。在混亂中10多副警察盾牌被搶走，不過其後全數歸還警察。最後，他們自行清理在現場製造的垃圾後離去。

### 12月15日：韓國農民苦行
12月15日，逾百名菲律賓漁民從維多利亞公園遊行前往位於灣仔區的示威區，另外數百名韓國和東南亞女性農民則逗留在維多利亞公園參加論壇，他們於較早時間打鼓及唱歌，部份人打扮為稻米，鞭打著穿著美國國旗衣服的示威者，抗議美國政府大幅補貼美國農產品。全日共有4場遊行，其中3場路線相同，均是由維多利亞公園遊行前往去灣仔碼頭貨物起卸區。當中韓國示威者以三步一叩苦行方式前進，爭取到不少沿路旁觀的香港市民的同情及支持。

### 12月16日：示威者衝擊領事館，職員遇襲
12月16日下午4時許，示威者從夏慤花園遊行前往美國駐香港總領事館及大韓民國駐香港總領事館抗議。接近黃昏時，示威者突然衝擊美國駐香港總領事館，在其外牆上的「Consulate General of The United States of America」字樣中部分英文字母拆下，又在其外牆上以噴漆噴上「Down Down WTO」等等字句，部份示威者更向領事館內投擲雞蛋。另外一批以婦女為主的韓國農民示威者則成功衝入大韓民國駐香港總領事館，領事館派員與他們會面，惟職員遭到示威者襲擊，最終需要由警察護送離去。

### 12月17日：示威者衝擊灣仔北，演變為騷亂
由於事前已經估計示威者將會有比較激烈的行動，因此特別加強在鴻興道示威區的佈防，包括加設圍欄及混凝土柱躉。當日下午2時許，來自韓國天主教農民運動（Korean Catholic Farmers Movement）的示威者向在示威區駐守的T連（全數均為女警）送花及放氣球，態度友善。惟於下午3時過後，氣氛急轉直下，示威者於黃昏起把行動進一步升級，韓國農民突破「布袋陣」及衝出主幹道，並且衝擊灣仔北，導致香港島北部的交通癱瘓。

#### 示威者衝出主幹道，灣仔區交通癱瘓

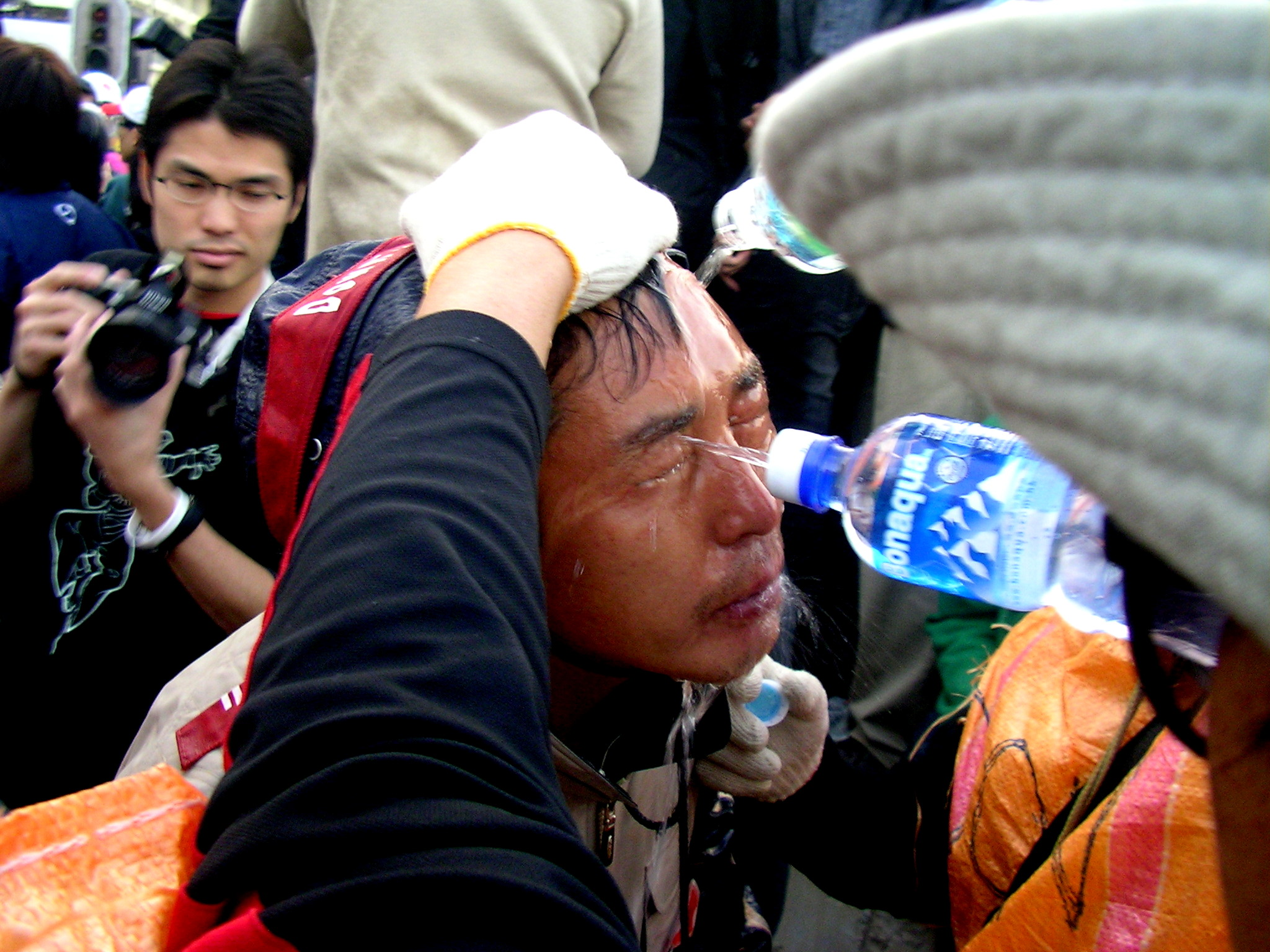
一名韓國農民示威者被胡椒噴劑射中，其他示威者為其沖洗眼睛。

當日下午，示威者由韓國農民領袖姜基甲和法國農民組織代表若澤·博韋（綽號「法國長毛」）的帶領下，開始將示威升級，衝擊警察防線。下午4時，來自韓國全國農民會總聯盟（Korean Peasants' League）的示威者在示威區駐守的防暴警察連番爆發衝突，並向警察機動部隊人員噴射大量胡椒粉。防暴警察在消防員開消防喉射水的輔助下，以胡椒噴劑驅散示威者，期間有示威者搶去記者的梯架擲向警務人員，而旁觀的香港市民和記者被水喉濺中。示威者其後以麻繩將海旁一截圍欄扯斷，及丟入維多利亞港。
下午5時許，千多名主要來自韓國的示威者沿著駱克道向馬師道方向遊行，期間突然有抬著祭壇的示威者闖進位於駱克道的警察防線，往金鐘方向逼進，直到杜老誌道交界被警察機動部隊阻止。及後，一批屬於韓國民眾鬥爭團（한국민중투쟁단）的示威者推倒鐵欄，在駱克道與杜老誌道交界爬上一輛警察運員車車頂，及後又試圖將該輛運員車推倒，在現場的警察機動部隊與位於運員車另外一邊的示威者角力，阻止車輛翻倒。另外，有示威者搶去警棍為武器。其後示威者突然改變原定與警務處協議的遊行路線，從軒尼詩道硬闖菲林明道，不斷突破警察防線，分別從盧押道、柯布連道、菲林明道、史釗域道及杜老誌道衝出告士打道，直逼灣仔北，直至接近中環廣場及鷹君中心一帶被防暴警察截停；惟該地點已經是舉辦世界貿易組織第六次部長級會議的香港會議展覽中心新翼對面。屬於香港4號幹線的告士打道被示威者佔領後，香港島北部的交通陷入癱瘓；警察隨即宣佈任何車輛不得駛進灣仔區，所有通往灣仔區的道路被封閉，從紅磡海底隧道前往香港島的方向亦被封閉，地鐵港島線則不停灣仔站，使到灣仔區的交通網絡被完全截斷。大批警務人員於傍晚時份加強裝備，所有警察機動部隊大隊人員換上內部保安制服（軍綠色防暴裝）及佩備防暴裝備（包括防暴頭盔、防毒面具、圓盾、長盾及其他防暴裝備；第三排及第四排部份人員不持盾，佩備法德魯吋半口徑防暴槍及AR-15自動步槍），以防暴操方式列陣戒備，而第一梯隊的人員則均加佩防暴裝備（包括防暴盔、防毒面具、防暴背心、圓盾和其他防暴裝備），在馬路上一字排開列陣。

至晚上約7時，位於華潤大廈及鷹君中心附近的示威者與警務人員發生衝突，示威者此時正式發動總攻擊。示威者搶去原本用以分隔示威者和警務人員的鐵馬，把鐵馬紮在一起後猛撞警察防線，防暴警察噴灑大枝裝胡椒噴霧還擊。部份示威者將旗桿拆下來向警務人員投擲，及將行人路的圍欄拆毀後自製為武器使用，亦有示威者再次向防暴警察灑下大量胡椒粉。部份示威者更拿著竹竿和木方推進至萬麗海景酒店門外，一度集結於香港會議展覽中心舊翼大門，嘗試一舉攻入新翼，當時形勢相當嚴峻。防暴警察在菲林明道設置3條防線，不過在韓國農民猛烈攻擊下，位於菲林明道天橋及近港灣道交界的2條防線都被撞散。

#### 防暴警察提升武力，發射催淚彈及布袋彈
晚上7時半，保安局局長李少光及香港警務處憲委級職級人員在記者會上宣佈將會「以強硬的方法」對抗示威者，並且「會以果斷手段處理」。與此同時，最後一列警察防線、負責把守會議道交界的防暴警察舉起「警告催淚煙」黑底白字警告旗後，向示威者施放兩輪催淚煙，先是於萬麗海景酒店至中環廣場一帶發射首輪催淚彈；再於2分鐘後，在港灣道交界發射次輪催淚彈，同時把防線一直向南推至菲林明道天橋、馬師道天橋及告士打道。這次是繼上水石湖新村警民衝突後，6年以來防暴警察首次發射催淚彈。整個灣仔區隨即變得煙霧彌漫，惟韓國農民未有即時後退，防暴警察需要發射布袋彈把他們逼退。由於布袋彈為警察機動部隊當時比較新引進的武器，這次亦是防暴警察首次於行動中發射布袋彈。不過警務處在事後記者會上未有主動公佈使用此等武力，直至30日警察公共關係科時任高級警司張德強出席一個儀式、被記者問及警察於當日除了使用胡椒噴劑及催淚彈外，尚有否使用其他武力時，才承認於17日有示威者持攻擊性武器襲擊警務人員時，共發射了6顆布袋彈。
晚上7時45分左右，防暴警察奪回菲林明道天橋一帶的控制權，而裝甲車部隊亦告出動，將數輛薩克遜裝甲車停泊在港灣道，以應付騷亂；該次亦是薩克遜裝甲車於2009年3月在香港退役前的最後一次服務。晚上約7時50分，保安局再次呼籲市民儘快離開灣仔區。而8時起，示威者退到告士打道，佔領灣仔警署和華潤大廈之間的告士打道全線，並且坐下休息，防暴警察隨即把他們包圍，不准他們出入，對外表示已經把示威者拘留。

#### 防暴警察包圍示威者，再次施放催淚煙

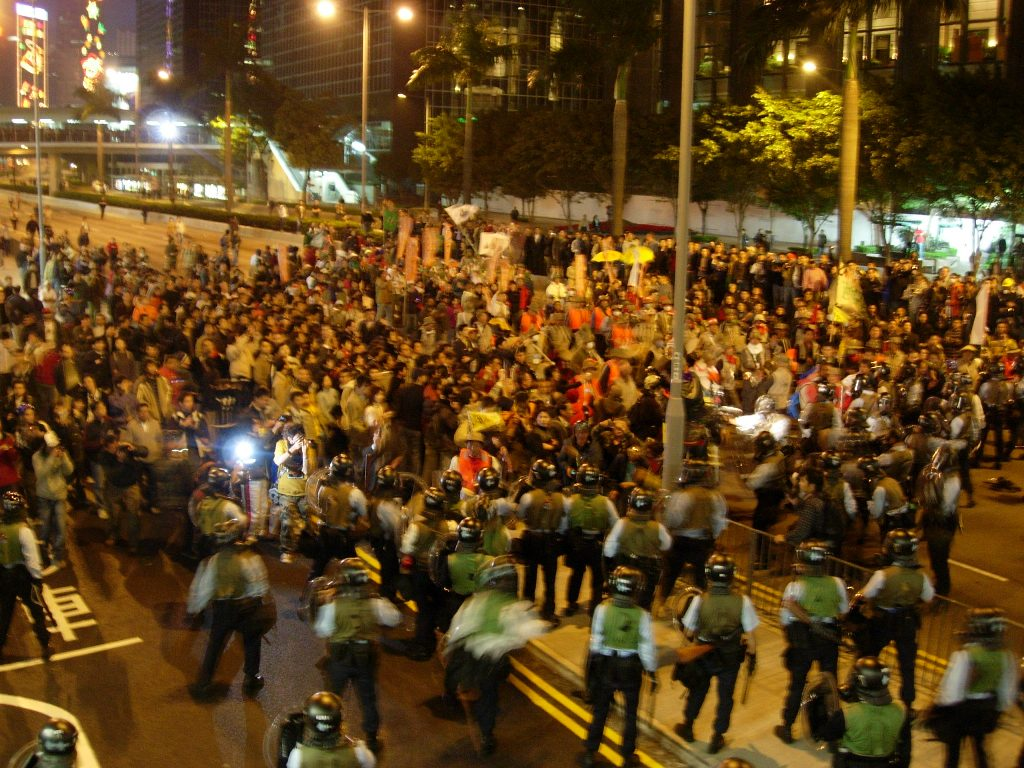
12月17日晚上8時後，防暴警察在告士打道包圍示威者，對峙情況持續。

晚上9時起，在告士打道聚集的示威者休息過後，再猛烈攻擊位於告士打道東面的警察防線。防暴警察再次舉起「警告催淚煙」黑底白字警告旗後，再度施放催淚煙，以阻止示威者接近香港會議展覽中心。期間開始有傳言指出，香港政府有意請求中國人民解放軍駐港部隊出動以協助平息騷亂，不過被香港政府否認；時任警務處處長李明逵在記者會上聲明警隊「有信心、有能力」處理事件。警務處表示，該900名於告士打道的示威者已經被包圍；而警務處於是次行動中，共出動2,000名人員，施放34枚催淚煙及發射6顆布袋彈。部分流動電話供應商應保安局要求，多次向客戶發出短訊，呼籲市民不要進入灣仔及銅鑼灣。晚上11時許，示威者平靜地坐下暫時休息，而防暴警察推進時則持警棍敲打圓盾以增加氣勢。事件在午夜後仍然未解決；其後香港政府宣佈，共有114人被送往醫院接受治療，當中39人為警務人員。
事件引來大批香港市民在菲林明道及柯布連道天橋上旁旁觀，警察在晚上10時前要求在天橋上旁觀的市民及記者離開，惹來不滿。
對於事件，警務處處長李明逵以「騷亂」 來形容，多份香港報章亦形容此事件為騷亂，甚至暴亂、暴動，當中《明報》更以「灣仔淪陷」作為頭條新聞的標題，惹起爭議。

### 12月18日：騷亂平息，警察部署拘捕
午夜12時，部分位於告士打道的示威者休息過後，再次站起來打鑼打鼓，亦有部分示威者疲倦而睡。凌晨1時，警察重新佈陣，多條街道均有警察機動部隊列陣，期間有多輛懲教署及警察車輛駛入，準備清場及展開拘捕。部份示威者因為受傷而與警察商討後，獲批准離開前往醫院求診，其餘示威者則未打算離開，繼續在告士打道靜坐。至凌晨1時35分，警察公共關係科發言人表示，為了保障市民人身安全，強烈要求市民切勿參加於18日的遊行與集會。凌晨2時25分左右，數輛停泊於駱克道和菲林明道交界的懲教署車輛駛往華潤大廈附近，方便拘捕示威人士。數分鐘後，防暴警察換班，並且準備展開拘捕行動。

#### 拘捕展開後一度中斷，歷時近12小時
凌晨2時50分，警察先以韓語，再以英語及粵語向示威者廣播：「你們（示威者）今天（星期六）參與了一個非法集會，違反香港法例第245章《公安條例》第18條。現在正式宣佈你們被拘捕。我重申，現在宣佈你們正式被拘捕。請你們不用驚恐，保持冷靜。警隊將會安排巴士，載你們逐一離開，請你們不要作出任何反抗，多謝合作。」惟示威者對此宣佈不以為然。凌晨3時，數名示威者再次嘗試攻擊警察防線，防暴警察則把長盾撞擊地上發出聲響，以警告示威者。凌晨3時04分，拘捕展開，警務人員逐一將示威者以索膠帶反綁後，送上懲教署車輛上，部分示威者吶喊及反抗，期間示威者呼叫口號及高歌，未被拘捕的示威者則打鑼打鼓。凌晨3時35分，首輛載有10名女性示威者的懲教署車輛抵達觀塘警署。
由於部分示威者情緒比較激動，不願離開，拘捕因而一度中斷，其後於上午10時繼續，以致持續逾11小時的拘捕尚未完成。直至下午1時仍然有近百人未被押走，而告士打道仍然全線封閉。期間警務人員向此批示威者送上麵包及瓶裝水，惟他們以數量不足為理由而拒絕。他們在場唱歌等待被拘捕，部分示威者則不滿拘捕過程太慢。其後一段時間警務人員沒有再以膠索帶將他們反綁。由於警察將被拘捕者拘留在觀塘裁判法院羈留室，數十名示威者，包括民間監察世貿聯盟成員在法院外示威，要求釋放被拘捕者。可是香港司法機構表示，星期日將不會進行聆訊，所有案件於翌日才進行聆訊。而在觀塘警署門外，有人塗污警署大閘，抗議警察作出拘捕。

#### 拘捕完成，灣仔解封
下午2時，拘捕完成，逾900名示威者被押走，當中包括香港立法會議員梁國雄。下午3時正，告士打道的行車線重新開放。下午4時，香港行政長官曾蔭權在灣仔港灣道體育館視察保安工作，發表講話抨擊示威者，同時讚揚香港警務處的努力。他並同情被事件影響的灣仔及銅鑼灣的商戶，承諾會盡力補救，以減低商戶損失。

#### 恢復和平示威
另一方面，民間監察世貿聯盟於下午3時50分左右再次舉辦遊行，示威與12月11日所舉行的形式一樣，沿著軒尼詩道行走。部分示威者拒絕轉入馬師道，欲沿著軒尼詩道前往位於軍器廠街的香港警察總部，抗議警察扣留之前一晚於告士打道聚集的示威者，警察最後容許數十人遊行前往香港警察總部。而韓國示威者原本要求前往位於金鐘遠東金融中心的韓國駐香港領事館示威，遭到警察拒絕，示威者則繼續前往灣仔貨物裝卸區，示威者除了高呼反世貿的口號外，又要求釋放被拘捕的示威者。而裝甲車部隊在鴻興道部署有兩輛裝甲車戒備。下午6時10分，一名韓國女性示威者焚燒物品，一邊吶喊，並無警務人員阻止。
晚上9時40分左右，警察宣佈將會釋放大約188名示威者，其中150人為韓國婦女，其餘38名身份不明；其餘的示威者則仍然被拘留。觀塘法院外一批示威人士舉行燭光晚會，要求釋放所有被拘捕的示威者。而大約百多名示威者繼續在鴻興道示威區集會，他們唱歌及叫口號，要求釋放所有被拘捕的示威者，聲稱不會再將示威升級，將會繼續和平地示威。
晚上11時，天主教香港教區主教陳日君到達鴻興道示威區接受記者訪問時受到非議。晚上11時50分左右，在鴻興道示威區的韓國示威者離開，示威和平結束。

## 後續發展

### 部份南韓婦女獲釋，14人被落案起訴
12月19日凌晨12時37分，首批被拘留逾20小時的數十名韓國婦女在觀塘法院獲釋，由旅遊巴士送返烏溪沙青年新村營地。此時，天主教香港教區主教陳日君及香港立法會議員吳靄儀亦抵達觀塘法院，欲探望一名被拘捕的修女和其他示威者。警察在下午落案起訴當中14名示威者，於同日晚上8時在觀塘裁判法院提堂，他們涉嫌參與非法集會，當中包括11名年齡介乎31至46歲的韓國人、一名29歲的日本人、一名22歲的國立臺灣大學政治學系學生李建誠和一名41歲的中國大陸人。另外944名被拘捕者則於同日下午被警察釋放，當中包括839名韓國男子和105名其他國籍男女。
觀塘裁判法院對14名被控告非法集會的示威者於12月23日進行第二次審訊，陳日君願意為11名韓國人、1名日本人及1名臺灣人作出人身擔保，被拘捕者需要以10萬港元保釋；除李建誠外，全部人等需要交出旅遊證件，不得離開香港。

### 警方承認發射布袋彈，示威者絕食抗議
在開審前，數十名市民在外面聲援被控告者。12月29日晚上7時，民間監察世貿聯盟在九龍清真寺旁空地舉行燭光晚會，要求釋放被拘捕者。被拘捕者於12月30日接受第三次審訊，由於警察拒絕提供日韓籍的戲子（假扮犯人的人，以便事主進行辨認手續），李柱銘律師要求押後審訊日期。裁判官宣佈把案件押後至2006年1月11日處理。在多名韓國農民公開傷勢，展示懷疑是布袋彈所造成的大範圍瘀傷後，警察於第3次聆訊的同一日，首次承認曾經於12月17日晚上發射6顆布袋彈。
2006年1月5日，一群因為反世貿而被控告非法集會罪的示威者，在尖沙咀天星小輪碼頭進行無限期絕食抗議。惟因為他們正處於保釋期，他們需要在晚上返回保釋期間所留宿的教堂。3位韓國影星李英愛、李秉憲及安聖基在1月7日發表公開信，他們在信中促請香港政府考慮被拘捕者的處境，以及滯留在香港的苦況後，儘快予以釋放，讓韓國農民可以早日與家人團聚。同日晚上7時，支持韓國農民的團體於尖沙咀天星碼頭舉行燭光晚會聲援。翌日（1月8日），民間監察世貿聯盟發起大遊行，下午3時於灣仔駱克道公園集合，遊行前往香港警察總部及香港政府總部，要求儘快釋放被拘捕者。主辦團體表示有5,000人出席，警察則表示有2,000人。

### 律政司接見南韓議員
3名韓國國會議員權永吉、姜基甲及段炳浩於1月9日早上到律政司辦公室與律政司司長黃仁龍會面，黃仁龍表示今次是基於禮貌理由而接見他們，雙方並無就案情作討論及談判，而控方正在小心研究證據，儘快處理案件。而他在傍晚於香港司法機構之法律年度開幕典禮致辭時亦特別提及：「任何人在表達訴求時，不論理據多充份，理想多崇高，都必須遵守法律，如果有人借自由之名而訴諸暴力，他們面對法律程序是意料中事。」而韓國國會議員權永吉則要求香港政府儘快處理事件，以免將事件演變為國際問題。

### 轉介至粉嶺法院，示威者暫時回國
14名被捕者於1月11日上午被送到觀塘裁判法院接受聆訊，控方認為並無足夠證據繼續控告其非法集結之罪名，故此撤銷控罪。另外3名被告梁暻圭、尹一權及朴仁煥均否認控罪，主任裁判官鄧立泰認為本案案件特殊，案件需要轉往擁有全香港面積最大的粉嶺裁判法院審訊，案件於同年2月6日進行審前覆核，3月1日開審。各被告准以3人以現金3萬港元保釋，毋須人事擔保及交出旅遊證件。
民間監察世貿聯盟在1月12日為反世貿示威者舉行歡送會，韓國民主勞動黨總副主席將身上的「戰衣」送予聯盟主席鄧燕娥，並且親自為她穿上。與會者合唱反世貿的韓語歌曲，舉杯高呼抗議世貿。另一方面，警務處接獲6宗有關於行動中的投訴，包括有市民吸入催淚煙而不適、不滿人員態度欠佳、不滿末能夠順利接觸被拘捕者等等。此外，香港警務督察協會主席廖潔明表示，決定致函教宗本篤十六世，以解釋香港警隊處理香港反對世貿遊行的立場，及將副本交予天主教香港教區主教陳日君。廖潔明同時呼籲各位人員若然對事件中的爭拗有任何意見，可以發送電子郵件至該會發表。
示威者於1月13日凌晨回國，被起訴的3名被告於2月28日則需要再臨香港應訊。韓國民主勞動黨總副主席梁璟圭表示，香港法律制度是公正的，獲保釋的3人一定會於3月重來香港接受審訊。他說，十分懷念香港，又感謝香港市民支持，並且向灣仔及銅鑼灣的商戶道歉，因為在事件期間為他們帶來不便。他說，雖然與警察發生過衝突，但是仍認為警察是善良的，他們又特別答謝醫院管理局的醫護人員對傷者的照顧、民間監察世貿聯盟及香港職工會聯盟的協助。他又感謝天主教香港教區主教陳日君，給予農民精神及實際幫助。

### 最後聆訊，14人全部脫罪
2月6日，在預審中，由於主控官未作出充分準備，在最後一刻才改變使用的示威片段，令到法庭需要另行排期至同月17日在粉嶺裁判法院預審。2月7日，警務處表示在行動期間共使用738罐胡椒噴劑、發射34枚催淚彈，518名警員曾經使用警棍、1名人員曾發射6顆布袋彈，承認在行動中拘捕太多示威者而未安排足夠的翻譯人員；而910名被拘捕者當中，只有202名獲准面見律師。由於證據不足，梁暻圭在2月15日獲撤銷控罪。3月2日，經過兩次預審後，審訊正式展開；呈堂證供為香港有線電視所提供的一段新聞片段。而在法院門外，逾30人聚集示威。梁暻圭原本計劃再來香港聲援朴仁煥和尹一權，惟因為參與在韓國的罷工而取消行程。
被控告非法集會的14人於3月2日至17日在粉嶺裁判法院再次接受聆訊。法官在判詞中，先交代事件背景，並且讚揚警察在事件期間的表現，包括於12月17日在控制場面的表現極好（extremely well）。
其後，裁判官裁定朴仁煥罪名不成立，當庭釋放。至於尹一權，辯方資深大律師質疑一名證人作供時描述其當事人擁有一副「鞋抽面」及粗眉小眼不正確，裁判官表示同意，又讚賞尹一權年青及英俊。辯方繼續指出，所有證人在4次口供中都均無提及尹一權，質疑證人為何能夠在案發18日後將其認出，認為控方在審訊期間才不斷增加仔細證物，欠缺公允。而辯方選擇不盤問證人或者傳召證人。
3月30日，最後一名被告尹一權獲判無罪，當庭釋放。在法院外，尹一權再次感謝香港人繼續給予他支持。民間監察世貿聯盟召集人鄧燕娥對此判決結果表示歡迎，她批評警察濫用權力及浪費金錢。而陳日君則繼續批評警察漠視人權及無理會示威者的需要。至此，在被拘捕的14人當中，其中12人在開審前獲撤銷控罪，剩餘兩名韓國被告經過審訊後因為證據不足，加上認人程序不可靠，分別獲撤銷控罪，及無須答辯下被裁定罪名不成立，即涉案的14人均告獲釋，就此事件的司法程序全數完結。

## 回應

### 香港

#### 香港政府
香港行政長官曾蔭權表示不會容忍示威者當日的行動，會在有充份證據下將激烈示威者起訴。他於會議閉幕後對警務處表示衷心感謝：「警隊對示威者的暴力行為作出了慎重而適當的反應，警隊以最專業化的手法執行任務，維護公共秩序，保護香港市民。警隊贏得我們的感謝、稱讚和堅定的支持。」。12月18日，曾蔭權在保安局局長李少光與警務處處長李明逵的陪同下，到灣仔運動場慰問和鼓勵人員，並且再次肯定警務處的功勞：「辛苦你們了！全香港市民都能看到我們每一位雄糾糾的警員，不分男女，克盡己能盡一切的能力，保護香港，維持治安，維護香港的財產，維護香港的安寧，且在完全克制的情況下對付突如其來、不講理的暴徒。我對你們衷心敬佩，非常感謝你們，讓大眾看見香港文明的一面。昨天所使用的武力，香港所有人都能看到是使用最少、最為適當、傷害最小，而且能夠控制場面，是應該的，香港人一定會感謝你們。」此外，他續稱道：「警隊根本有充分的能力應付挑戰，而且今次正好讓我們的有素的警員舒展出訓練成效。我謹代表香港所有公務同事，以及香港市民感謝你們，你們是香港真真正正驕傲的一面，可以讓全世界看見。」12月21日，曾蔭權亦到訪灣仔區一些受到發生於同月17日的衝突所影響的商店視察。
財政司司長唐英年表示不認為舉辦世界貿易組織第六次部長級會議為錯誤決定，而對激烈示威者造成的混亂表示遺憾。
政制事務局局長林瑞麟讚揚香港警務處在維持社會秩序上表現專業，又表示各個香港政府部門已經做好應變措施，維持社會秩序。
工商及科技局局長曾俊華在世界貿易組織第六次部長級會議閉幕禮上對暴力示威作出嚴厲譴責，同時高度讚揚警務處的容忍、克制和專業精神，並且感謝香港市民的忍讓。與此同時，他對商戶的處境表示同情，承諾會設法補救，以減低商戶的損失。

#### 報章
12月18日，大部分香港報章都猛烈批評示威者為香港造成警方定義之「騷亂」，使到香港社會變得混亂黑暗。翌日，傳媒立場有所改變。泛民主派報章《蘋果日報》在當日的社會評論中指出「南韓農民的行為雖不可取，但亦有其同情之處」。至於《大公報》及《星島日報》等建制派報章則繼續讚揚警隊的行動，同時批評陳日君主教「香港之恥」言論。另外，由香港18間媒體聯合主辦的「特區政府施政十件大事評選」中，大會為表揚警務處在世貿會議期間的專業表現，特別頒發金盾獎予警隊。

#### 陳日君
12月18日，天主教香港教區主教陳日君到達鴻興道示威區接受記者訪問時受到非議。他表示，教會反對一切暴力行為，形容今次事件為「香港之恥」，他表示香港不像其他海外大城市，沒有能力舉辦世界貿易組織部長級會議，而且警隊準備不足，讓市民不能夠受到保障，而昨天的行動中，並無足夠照顧示威者。
12月19日，陳日君抵達觀塘法院，欲探望一名被拘捕的修女和其他示威者。陳日君其後發表聲明，警方應調派更多警員控制場面，拘捕滋事的示威者，「警察應該要進攻，不可以只防守，不然就無法保護市民。」警察在下午落案起訴當中14名示威者，於同日晚上8時在觀塘裁判法院提堂，他們涉嫌參與非法集會，當中包括11名年齡介乎31至46歲的韓國人、一名29歲的日本人、一名22歲的臺灣大學生李建誠和一名41歲的中國大陸人。另外944名被拘捕者則於同日下午被警察釋放，當中包括839名韓國男子和105名其他國籍男女。
對於警察的清場行動，陳日君以「可恥」形容。其後他在《公教報》中補充，其批評只限對警察高層。
12月24日，陳日君出席香港電台所主持的廣播節目《清談一點鐘》中重申，香港不應該舉辦世界貿易組織部長級會議，既然答允舉辦，警察應該有充份的部署，惟決策層欠缺危機意識，無依法一早對付示威者，對前線警員的保護不足，以致未能夠阻止暴力示威的爆發，令到示威者及警務人員雙方均有人受傷，又羅列警務處高層的「七宗罪」：
1. 受到示威者的友善態度影響，而欠缺危機感。
2. 於示威發生首兩日，警察未有拘捕搶走警察盾牌的人，變相縱容示威者於其後發動更激烈的行為。
3. 安排女性警務人員上到前線，不負責任。
4. 頭盔的保護性不足，令警務人員可能被擊傷。
5. 沒有出動全部可用警察力量，以致未能夠充份地保護執勤人員。
6. 於12月17日及18日未發出警告就作出拘捕，警察的清場行動欠缺理據及法理。
7. 高層未有檢討過失，只顧領功。

被問及會否對收回早前「可恥」一說，陳日君拒絕，更認為「我覺得好低能，希望策劃層反省下，唔好好威水出報功勞。」他於節目廣播後將「低能」一詞修正為英文incompetent（無能）。
同日，香港警務督察協會副主席劉達強出席在商業電台所主持的廣播節目《政經星期六》中強調不能夠接受陳日君的解釋，「當有人巧言令色、指鹿為馬，我禁不住有唔開心感受，因為警隊係一致行動，嗰班唔係和平示威者，係暴力份子。」他說不排除會發起抗議陳日君的行動。而香港警察隊員佐級協會秘書長江建忠則表示，大部份同袍對陳日君的言論都感到不好受。而警務處處長李明逵出席一個公開活動後指出，陳日君已經澄清有關批評的指向，並且已經向前線警務人員道歉，他表示警務處為一個專業、高質素及包容的部門，相信警務人員會原諒他。對於有警察組織不滿陳日君對警察的指控，聲言會到教區抗議以示不滿，李明逵指出警務人員為專業及具備操守，會衡量環境而作出適當的決定。 

#### 其他
香港中文大學政治與行政學系高級導師蔡子強反對政府以「騷亂」定性事件，認為應該以更中性的詞語形容。他表示事件中示威者表現克制，沒有搶掠和傷害市民，事件最多是「升級的肢體衝突」。

#### 市民
有市民同情韓國農民的處境，為農民打氣；亦有市民認為農民的表現略為過火，未能夠和平地表達訴求。另一方面，香港社會對警務人員於期間的出色表現普遍作出正面評價，有香港市民認為警務人員對事件處理得相當克制，紛紛到告士打道現場為剛清場完畢的警務人員鼓掌打氣，在場警務人員亦向拍掌的市民致敬回禮；部分市民更向人員送上開水。在事後，不少機構及團體致送錦旗予警務處及讚揚人員的表現；亦有大批市民向警務處致函和致送心意卡和慰問卡，讚揚警務處在世界貿易組織第六次部長級會議舉行期間的出色表現；此外，亦有市民自發創辦網頁集合公眾的感謝信予人員。

### 韓國
韓國總理李海瓚對事件表示關注，派遣外交通商部第二次長李揆亨在12月19日前來香港，與保安局商討釋放被捕韓國示威者的事。根據朝鮮日報報道，這是韓國示威者首度因為在國外被指控參與非法行為而被拘捕。韓國外交部發言人對韓國農民發起的衝突事件表示遺憾，希望香港政府寬容處理。
大約70名韓人在首爾中區明洞的中國駐韓大使館門外示威，要求香港警隊儘快釋放被捕的韓國農民。雖然在香港這邊發生激烈衝突，但韓國主流報紙只有朝鮮日報及韓國聯合通訊社提及過香港發生的事。另一方面，由於有報道事件的媒體都一面倒指責香港警隊採取過分武力，事件引起政府關注。韓總理李海瓚對事件表示關注，並派遣李揆亨次長前來香港與保安局商討釋放被捕韓籍示威者的事。根據朝鮮日報報道，這是韓國人首度因為在國外被指參與非法行為而被捕。另外，朝鮮日報及中央日報都發表社評批評，韓國民眾鬥爭者觸犯香港法例一事丟了國民的面子。

### 中華民國
在香港出席會議的中華民國經濟部部長何美玥關注有臺灣社運分子被捕，要求中華旅行社總經理鮑正鋼聘請律師協助被拘捕的臺灣人。
12月19日下午，台灣工運團體在香港旅遊發展局駐台灣辦事處（唯一帶有官方色彩的香港機構在臺灣的辦事處），抗議香港警隊在反世貿示威中拘捕12名臺灣人，辦事處門外遭擲雞蛋。而由於香港政府所拘捕及起訴的唯一一名臺灣人是就讀於國立台灣大學的李建誠，因此該校學生發起靜坐抗議行動，呼籲臺灣民眾聲援：「沒有自由，不去（香港）旅遊」。
12月23日，觀塘法院裁判官准許李健誠以學業理由，加上保釋金10萬港元而能夠獲保釋，惟不像11名韓國人及1名日本人般需要交回護照。據悉，此乃因為遷就李健誠的考試，不過他仍然需要於同月30日再來香港接受第二次審訊。

## 影響

### 交通
這次事件發生後，警隊迅速啟動當初的應變計劃，截斷灣仔區的交通，包括封閉灣仔區所有道路，任何車輛都不得進入，令港島北部交通完全癱瘓，紅磡海底隧道往香港方向及香港仔隧道往灣仔方向全線封閉，東區海底隧道只能前往柴灣方向，欲前往北角的車輛需在西灣河經筲箕灣道及英皇道繞大圈前往，以致港島北部的道路遠超負荷，車龍由天后的維多利亞公園伸延至太古城，西線則由金鐘伸延至西環，在連鎖效應下對岸九龍半島南部的尖沙咀以及彌敦道亦因紅磡海底隧道封閉而嚴重擠塞。
公共交通亦大受影響。城巴和新世界第一巴士途經港島北部的大部份路線需停止服務，只能維持天后以東及中環以西的服務，城巴開辦來往中環至南區的路線90X和97X，疏導前往港島南區的市民。而三間巴士公司的過海路線亦受影響，所有經紅磡海底隧道的路線不能過海，使用西區海底隧道的路線需以中環為總站，使用東區海底隧道的路線需以天后及銅鑼灣為總站，地下鐵路灣仔站全面封閉，列車不停灣仔站，以致鄰近的銅鑼灣站和金鐘站非常擠逼，港島灣仔區交通完全癱瘓。市民需徒步進出灣仔區再轉車。即使是員工巴士路線，也不免受此次事件影響。新巴在18日凌晨曾宣布，五條行經港島灣仔的員工巴士路線因此次而暫停運作。
由於當時正值放工時間，九廣鐵路及地下鐵路都在列車內及月台宣布運輸署有關封閉灣仔、以及警隊要求市民不要前往灣仔的消息。不少市民由於擔心灣仔戰事會進一步升級，臨時決定把原來的巴士路程改搭鐵路。因此，使兩條鐵路的乘客量變得與平日上班時的人數相若。市民都不斷在列車上把最新的新聞消息通知家人及朋友。入夜後，不少車站都擠滿人群，除迪士尼綫及機場快綫外，地鐵要延長服務至凌晨2時50分。
由於附近會展的所有陸上通道全數被封，期間參與會議人士均要在警隊的護送下利用水路把他們送到會場。

### 居民
衝突令居住在灣仔區的居民感到不安及不便，催淚氣體隨風吹到灣仔中部，令居民感到不適，道路封閉令居民返家困難，亦有居民害怕而暫時往其他地區的親友家中暫住。

### 商舖
事件發生後，灣仔及銅鑼灣不少店舖及食肆都因害怕被波及而立即關門落閘，平時周末人山人海的銅鑼灣變得人煙稀少，只有部份戲院及卡拉OK仍然營業，同樣亦使九龍和新界大型商場人流持續增加。由於事件發生時正值星期六，是周末晚上的黃金時間，亦是2005年聖誕節前最後一個周末，事件令店舖損失不少生意額。香港行政長官曾蔭權亦同情商戶的處境，並承諾設法補救，減低商戶損失，而其中方案為提供特別優惠。

## 檢討
警務處處長李明逵於12月18日表示，在世界貿易組織第六次部長級會議結束後，警務處內部已經就有關的保安事務，包括部署、策略、裝備及應付示威者的手法等等作出全面檢討，以研究是否有改善之處，供予日後處理同類型的大型活動參考。預計有關報告於兩個月內完成，惟部份內容將會保密，不會公開所有資料。

## 相關參見

### 世界貿易組織
- 世界貿易組織
- 世界貿易組織香港部長級會議
- 白米炸彈案

### 被升級武力驅散之香港示威
- 反對逃犯條例修訂草案佔領行動（2019年6月）
- 雨傘運動：9·28催淚彈驅散行動（2014年9月，87枚催淚彈）
- 碧街事變（1989年6月）
- 香港的士罷駛事件（1984年1月）
- 六七暴動（1967年，51死802傷）
- 天星小輪加價事件（1966年，772顆催淚彈、62發實彈，1死26傷）
- 雙十暴動（1956年，60死300傷）

| 上一次 原因：上水石湖新村警民衝突（1999年11月16日） | 香港防暴警察施放催淚彈 2005年12月17日 | 下一次 原因：雨傘運動——9·28催淚彈驅散行動 （2014年9月28日至29日） |

| 首次發射 | 香港防暴警察發射布袋彈 2005年12月17日 | 下一次 原因：反對逃犯條例修訂草案佔領行動 （2019年6月12日） |

## 外部連結
- 朝鮮日報：韓國遠征示威隊為何受到怀疑（页面存档备份，存于）